# A-ha Trilogy: Three Classic Albums
a-ha Trilogy: Three Classic Albums es un álbum recopilatorio de los tres primeros álbumes del grupo a-ha que forma parte de una serie de trilogías de varios artistas de Warner Brothers.
Fue lanzado en Reino Unido el 5 de diciembre de 2005 por Warner, muy próximo al lanzamiento del octavo álbum de estudio del grupo (14 de noviembre) el cual ya fue lanzado por el sello discográfica Universal Music.

## Listado de temas
| Disco 1: Hunting High and Low |                                  |                                                      |          |  |
| N.º                           | Título                           | Escritor(es)                                         | Duración |  |
| 1.                            | «Take on Me»                     | Paul Waaktaar-Savoy, Magne Furuholmen, Morten Harket | 3:46     |  |
| 2.                            | «Train of Thought»               | Paul Waaktaar-Savoy                                  | 4:11     |  |
| 3.                            | «Hunting High and Low»           | Paul Waaktaar-Savoy                                  | 3:43     |  |
| 4.                            | «The Blue Sky»                   | Paul Waaktaar-Savoy                                  | 2:22     |  |
| 5.                            | «Living a Boy's Adventure Tale»  | Paul Waaktaar-Savoy, Morten Harket                   | 5:00     |  |
| 6.                            | «The Sun Always Shines on T.V.»  | Paul Waaktaar-Savoy                                  | 5:06     |  |
| 7.                            | «And You Tell Me»                | Paul Waaktaar-Savoy                                  | 1:51     |  |
| 8.                            | «Love Is Reason»                 | Magne Furuholmen, Paul Waaktaar-Savoy                | 3:04     |  |
| 9.                            | «I Dream Myself Alive»           | Magne Furuholmen, Paul Waaktaar-Savoy                | 3:06     |  |
| 10.                           | «Here I Stand and Face the Rain» | Paul Waaktaar-Savoy                                  | 4:30     |  |
| 36:39                         |                                  |                                                      |          |  |

| Disco 2: Scoundrel Days |                                |                                       |          |  |
| N.º                     | Título                         | Escritor(es)                          | Duración |  |
| 1.                      | «Scoundrel Days»               | Magne Furuholmen, Paul Waaktaar-Savoy | 3:56     |  |
| 2.                      | «The Swing of Things»          | Paul Waaktaar-Savoy                   | 4:14     |  |
| 3.                      | «I've Been Losing You»         | Paul Waaktaar-Savoy                   | 4:24     |  |
| 4.                      | «October»                      | Paul Waaktaar-Savoy                   | 3:48     |  |
| 5.                      | «Manhattan Skyline»            | Magne Furuholmen, Paul Waaktaar-Savoy | 4:52     |  |
| 6.                      | «Cry Wolf»                     | Magne Furuholmen, Paul Waaktaar-Savoy | 4:05     |  |
| 7.                      | «We're Looking for the Whales» | Magne Furuholmen, Paul Waaktaar-Savoy | 3:39     |  |
| 8.                      | «The Weight of the Wind»       | Paul Waaktaar-Savoy                   | 3:57     |  |
| 9.                      | «Maybe, Maybe»                 | Magne Furuholmen                      | 2:34     |  |
| 10.                     | «Soft Rains of April»          | Paul Waaktaar-Savoy                   | 3:12     |  |
| 38:41                   |                                |                                       |          |  |

| Disco 3: Stay on These Roads |                                 |                                                      |          |  |
| N.º                          | Título                          | Escritor(es)                                         | Duración |  |
| 1.                           | «Stay on These Roads»           | Morten Harket, Magne Furuholmen, Paul Waaktaar-Savoy | 4:44     |  |
| 2.                           | «The Blood that Moves the Body» | Paul Waaktaar-Savoy                                  | 4:05     |  |
| 3.                           | «Touchy!»                       | Morten Harket, Magne Furuholmen, Paul Waaktaar-Savoy | 4:31     |  |
| 4.                           | «This Alone Is Love»            | Magne Furuholmen, Paul Waaktaar-Savoy                | 5:13     |  |
| 5.                           | «Hurry Home»                    | Magne Furuholmen, Paul Waaktaar-Savoy                | 4.34     |  |
| 6.                           | «The Living Daylights»          | John Barry, Paul Waaktaar-Savoy                      | 4:46     |  |
| 7.                           | «There's Never a Forever Thing» | Paul Waaktaar-Savoy                                  | 2:29     |  |
| 8.                           | «Out of Blue Comes Green»       | Paul Waaktaar-Savoy                                  | 6:40     |  |
| 9.                           | «You Are the One»               | Magne Furuholmen, Paul Waaktaar-Savoy                | 3:48     |  |
| 10.                          | «You'll End Up Crying»          | Paul Waaktaar-Savoy                                  | 2:06     |  |
| 43:16                        |                                 |                                                      |          |  |